# Мијазаки
Мијазаки (јап. 宮崎市) град је у Јапану у префектури Мијазаки. Према попису становништва из 2005. у граду је живело 310.092 становника.

## Становништво
Према подацима са пописа, у граду је 2005. године живело 310.092 становника.
| 1995.   | 2000.   | 2005.   |
| ------- | ------- | ------- |
| 300.068 | 305.755 | 310.092 |